# Sân vận động Levy Mwanawasa
Sân vận động Levy Mwanawasa (tiếng Anh: Levy Mwanawasa Stadium) là một sân vận động đa năng ở Ndola, Zambia. Sân được sử dụng chủ yếu cho các trận đấu bóng đá. Sân vận động có sức chứa 49.800 chỗ ngồi. Sân nằm ở trên đường T3 ở nơi bắt đầu đường đôi kép Ndola-Kitwe.
Năm 2010, chính phủ Trung Quốc tuyên bố sân vận động sẽ được xây dựng. Trận đấu quốc tế đầu tiên được tổ chức tại sân vận động này là vào ngày 9 tháng 6 năm 2012. Đó là trận đấu vòng loại World Cup 2014 giữa chủ nhà Zambia và Ghana và kết quả cuối cùng là 1-0 nghiêng về Zambia.
Sân vận động được đặt theo tên của Levy Mwanawasa, Tổng thống thứ ba của Zambia, người tại vị từ năm 2002 đến khi qua đời vào năm 2008.